# 凯尔特女人

凯尔特女人首张专辑封面。

凯尔特女人（英語：Celtic Woman），是一个由四名爱尔兰女艺术家组成的乐团。该乐团的音乐类型覆盖了传统的爱尔兰音乐和现代歌曲。迄今为止，已经出版了五张唱片:同名专辑、《圣诞祝福》（A Christmas Celebration）和《新的旅行》（A New Journey）、《最好的旅行》（The Greatest Journey）、《心灵之歌》（Songs from the Heart）。

## 成员
- 瑪麗·卡林（英语：Máiréad Carlin）（生日1988年12月5日）歌手
- 夏娃·麥克馬洪（英语：Éabha McMahon）（生日1990年12月9日）歌手
- 梅根·沃尔什（英语：Megan Walsh）（生日1997年2月19日）歌手
- 塔拉·麥克尼爾（英语：Tara McNeill）（生日7月27日）小提琴手兼歌手

过去的成员包括海莉·薇思特拉（Hayley Westenra）、克洛伊·艾諾（Chloë Agnew）、莉莎·凱莉（Lisa Kelly）、美芙·威尔卡哈（Méav Ní Mhaolchatha）、阿莱克丝·夏普（Alex Sharpe）、蘇珊·麥克法登（Susan McFadden）、欧拉·霍伦（Órla Fallon）和小提琴手瑪麗·内斯比（Máiréad Nesbitt）
凯尔特女人最初的成员为克洛伊·艾諾、歐拉·霍倫、莉莎·凱莉、琳·希拉里、美芙·威尔卡哈及瑪麗·塞斯比。2005年美芙·威尔卡哈怀孕期间，迪尔德丽·香农被选中代替她进行巡演。香农于2006年2月离开，美芙在录制专辑《新的旅行》期间重新加入，并参与该专辑巡演。
第二次成员调整于2006年9月6日公布，其中海莉·薇思特拉于8月24日正式加入该团体。她参与录制专辑《新的旅行》，并在巡演中与美芙交替出现以维持5人阵容。
2007年8月20日，美芙宣布永久退出该团体以专注个人演唱事业。她的接替者琳恩·希拉里，于2007年10月10日在美国佛罗里达州斯特罗首次亮相。
2007年12月，凯莉宣布她将在2008年因休产假离开该团体。爱丽丝·夏普将在《新的旅行》巡演中代替凯莉。
当凯尔特女人组合被问到成员之间如何相处，莉莎·凱莉回答道：“我们相处融洽是因为我们各不相同。克萊爾·艾諾有些忧郁，美芙·妮·威尔卡哈比较理性，歐拉·霍倫如同天使一般，瑪麗·内斯比则很有活力。”根据克萊爾·艾諾所说，她们之间的友谊是她们最多被问到的问题。“我认为人们总在寻找《绝望主妇》式的故事，女人之间互相憎恨，难以相处，但那只是电视节目。事实上我们之间相处得很好，是亲如姐妹的好朋友。”

## 专辑目录
| 名称               | 发行日期                                                               | 介质     |
| ------------------ | ---------------------------------------------------------------------- | -------- |
| 《》同名专辑       | 2005年3月1日                                                           | CD & DVD |
| 《圣诞祝福》（A Christmas Celebration）   | 2006年10月3日                                                          | CD & DVD |
| 《新的旅行》（A New Journey)    | 2007年1月30日                                                          | CD & DVD |
| 《最好的旅行》（The Greatest Journey） | 2008年10月28日                                                         | CD & DVD |
| 《心灵之歌》（Songs from the Heart）   | 2010年1月26日                                                          | CD & DVD |
| 《搖籃之歌》（ ）  | 2011年2月15日                                                          | CD & DVD |
| 《相信》（Believe）       | 2011年5月25日 (日本), 2012年1月24日 (全世界), 2012年4月27日 (澳大利亞) | CD & DVD |